# Liste der denkmalgeschützten Objekte in Rußbach (Niederösterreich)
Diese Liste der denkmalgeschützten Objekte in Rußbach enthält die 14 denkmalgeschützten, unbeweglichen Objekte der Gemeinde Rußbach.

## Denkmäler
| Foto |                 | Denkmal                                                             | Standort                                                | Beschreibung | Metadaten |
| ---- | --------------- | ------------------------------------------------------------------- | ------------------------------------------------------- | --- | --- |
| ja   | Datei hochladen | Raaber Kreuz HERIS-ID: 5149 Objekt-ID: 1011                         | Lebenplatz Standort KG: Niederrußbach                   | Das 1558 errichtete Raaberkreuz (auch: Rabakreuz) in Niederrußbach – ein spätgotischer achtseitiger Pfeiler, bekrönt von einem nach einer Seite geöffneten Lichthäuschen mit Maßwerköffnung und Pyramidenspitze – zählt zu den ältesten gänzlich erhaltenen Denkmälern der Gemeinde. Die eingemeißelte Jahreszahl „1602“ bezieht sich auf das Jahr der Instandsetzung, nachdem das Denkmal während der Religionskriege oder im Zuge der Bauernaufstände beschädigt worden war. | BDA-Hist.: Q37716935 Status: § 2a Stand der BDA-Liste: 2025-06-30 Name: Raaber Kreuz GstNr.: 86/2 Raaberkreuz Niederrußbach                        |
| ja   | Datei hochladen | Armenseelenkreuz HERIS-ID: 5100 Objekt-ID: 962                      | bei Oberrußbacher Straße 76 Standort KG: Niederrußbach  | Das Armensseelenkreuz ist eine barocke Dreifaltigkeitsstatue aus weichem Sandstein, die vermutlich ein oder zwei Jahre nach einer Begebenheit des Jahres 1739 errichtet wurde. An der Vorderseite des Sockels befindet sich eine Inschrift: „O Freind due dich Erbarmen – Hilff mit dein geben und Armen – Das Jesus durch sein bitteres leiden – Wolle uns geben die Ewige Freid – Johann Jacob ewohl gestorben – 1770 Jahr“. Die nur noch zum Teil lesbare Inschrift an der Rückseite bezieht sich auf eine Handlung zwischen zwei Frauen im Jahre 1739. Durch einen Unfall im Herbst 1992 wurde das Denkmal beschädigt, dann renoviert und an seinem jetzigen Standort wieder errichtet. | BDA-Hist.: Q38178296 Status: Bescheid Stand der BDA-Liste: 2025-06-30 Name: Armenseelenkreuz GstNr.: 8/3 Armenseelenkreuz Niederrußbach            |
| ja   | Datei hochladen | Ehem. Pfarrhof HERIS-ID: 5097 Objekt-ID: 959                        | Ölbergstraße 22 Standort KG: Niederrußbach              | Der ehemalige Pfarrhof gegenüber der Pfarrkirche ist ein zweigeschoßiger Barockbau mit Pilasterfaschen und Gesimsgliederung. Sein Portal ist von einer mit 1773 bezeichneten Inschriftentafel mit geschwungener Verdachung bekrönt. Der Innenraum verfügt über schlichte Stuckdecken. Das Portal des Wirtschaftstrakts ist mit 1783 bezeichnet. | BDA-Hist.: Q38177634 Status: § 2a Stand der BDA-Liste: 2025-06-30 Name: Ehem. Pfarrhof GstNr.: .134 Pfarrhof Niederrußbach                         |
| ja   | Datei hochladen | Kath. Pfarrkirche hl. Oswald HERIS-ID: 5098 Objekt-ID: 960          | Ölbergstraße 24 Standort KG: Niederrußbach              | Die Pfarrkirche hl. Oswald, im Südosten von Niederrußbach etwas erhöht gelegen, ist von einem ummauerten Friedhof umgeben. Die im Kern zum Teil vielleicht mittelalterliche, barockisierte und 1832 verlängerte Saalkirche verfügt über einen vorgestellten, im Kern gotischen Westturm mit Pyramidenhelm. | BDA-Hist.: Q38177797 Status: § 2a Stand der BDA-Liste: 2025-06-30 Name: Kath. Pfarrkirche hl. Oswald GstNr.: .136 Pfarrkirche Niederrußbach        |
| ja   | Datei hochladen | Kreuzigungsgruppe HERIS-ID: 5099 Objekt-ID: 961                     | Ölbergstraße 24, in der Nähe Standort KG: Niederrußbach | Die Kreuzigungsgruppe aus dem 18. Jahrhundert ist das älteste Grabdenkmal am Friedhof von Niederrußbach. | BDA-Hist.: Q38178189 Status: § 2a Stand der BDA-Liste: 2025-06-30 Name: Kreuzigungsgruppe GstNr.: 86/1 Kreuzigungsgruppe Niederrußbach             |
| ja   | Datei hochladen | Richterkreuz, Bäckerkreuz HERIS-ID: 5096 Objekt-ID: 958             | Standort KG: Niederrußbach                              | Das Kreuz steht an einem Feldweg zwischen Niederrußbach und Großweikersdorf. Es ist ca. 200 Meter von der Bundesstraße B4 entfernt. Das Richterkreuz steht an der Bezirksgrenze zwischen Korneuburg und Tulln. | BDA-Hist.: Q38177379 Status: § 2a Stand der BDA-Liste: 2025-06-30 Name: Richterkreuz, Bäckerkreuz GstNr.: 3387/6 Richterkreuz Niederrußbach        |
| ja   | Datei hochladen | Gnadenstuhl Dreifaltigkeit HERIS-ID: 5101 Objekt-ID: 963            | Standort KG: Niederrußbach                              | Das mit 1838 bezeichnete Dreifaltigkeitsdenkmal erhebt sich über einer Steinplatte am höchsten Punkt von Niederrußbach. Die von einem Gnadenstuhl bekrönte Säule besteht aus vier Teilen, die durch Eisenspangen zusammengefügt wurden. | BDA-Hist.: Q38178484 Status: § 2a Stand der BDA-Liste: 2025-06-30 Name: Gnadenstuhl Dreifaltigkeit GstNr.: 3095/6 Dreifaltigkeit Niederrußbach     |
| ja   | Datei hochladen | Bildstock HERIS-ID: 26378 Objekt-ID: 22849                          | Standort KG: Niederrußbach                              | Das Feldkreuz am alten Feldweg nach Stranzendorf ist in dieser Gegend das einzige aus Ziegeln gemauerte Feldkreuz, denn die anderen sind alle aus Sandstein gefertigt. Auf einem Pfeiler ruht ein mit Dachziegeln gedeckter Aufsatz, der links und an der Rückseite geschlossen ist. An der linken vorderen Ecke dient anstatt einer Seitenwand eine kleine Säule als Stütze. Im Aufsatz ist ein im Jahr 2005 geschaffenes Bildnis der Mutter Gottes mit dem Jesuskind zu sehen. Da sowohl der Pfeiler als auch der Aufsatz mit Mörtel verputzt sind, kann man daran keine Hinweise auf die Bauzeit oder den Anlass der Errichtung mehr erkennen.                                           | BDA-Hist.: Q37901605 Status: § 2a Stand der BDA-Liste: 2025-06-30 Name: Bildstock GstNr.: 3410 Bildstock Niederrußbach                             |
| ja   | Datei hochladen | Bildstock Wegkreuz HERIS-ID: 26375 Objekt-ID: 22846                 | Standort KG: Niederrußbach                              | Das Markuskreuz (auch: Zigeunerkreuz) ist ein steinernes, sich nach oben verjüngendes Feldkreuz an der Straße von Niederrußbach nach Stetteldorf. Da es schon mehrmals mit Kalk überstrichen wurde, sind darauf keine Hinweise mehr über Anlass oder Zeitpunkt der Errichtung zu erkennen. Am unteren Teil sind zwei Figuren zu sehen, die von einem Kranz umgeben sind. Die weibliche Figur am Mittelteil könnte die Heilige Notburga darstellen. Den oberen Teil bildet ein Steinkreuz mit Corpus. | BDA-Hist.: Q37901593 Status: Bescheid Stand der BDA-Liste: 2025-06-30 Name: Bildstock Wegkreuz GstNr.: 128 Markuskreuz Niederrußbach               |
| ja   | Datei hochladen | Kath. Filialkirche hl. Margaretha HERIS-ID: 26372 Objekt-ID: 22843  | bei Auf der Weide 4 Standort KG: Oberrußbach            | Die Filialkirche hl. Margaretha, auf einer Hügelspitze erhöht im Osten über Oberrußbach gelegen, ist von einem Friedhof umgeben und vom ehemaligen Schloss, das gegenüber auf gleicher Höhe liegt, durch einen Graben getrennt. Die Saalkirche verfügt über ein schlichtes romanisches Langhaus und einen eingezogenen, einjochigen Chor mit Dachreiter. | BDA-Hist.: Q37901579 Status: § 2a Stand der BDA-Liste: 2025-06-30 Name: Kath. Filialkirche hl. Margaretha GstNr.: .7 Filialkirche Oberrußbach      |
| ja   | Datei hochladen | Weißes Kreuz, Raschkreuz HERIS-ID: 26370 Objekt-ID: 22841           | Standort KG: Oberrußbach                                | Der mit 1717 bezeichnete Bildstock südlich des Ortes ist ein Pfeiler mit Quaderaufsatz. Auf Reliefs sind ein Kruzifix und Pestheilige zu sehen. Anmerkung: Der Bildstock ist mit 1717 bezeichnet. | BDA-Hist.: Q37901566 Status: Bescheid Stand der BDA-Liste: 2025-06-30 Name: Weißes Kreuz, Raschkreuz GstNr.: 1748 Raschkreuz Oberrußbach           |
| ja   | Datei hochladen | Kath. Pfarrkirche hll. Peter und Paul HERIS-ID: 5102 Objekt-ID: 964 | gegenüber Burgweg 3 Standort KG: Stranzendorf           | Die auf einer Geländestufe im Westen über Stranzendorf gelegene, durch Johann Lucas von Hildebrandt errichtete, im Jahre 1733 geweihte Pfarrkirche hll. Peter und Paul ist eine spätbarocke Saalkirche mit Fassadenturm und leicht eingezogenem, halbkreisförmig geschlossenem Chor mit seitlichen Anbauten. Der Turm wird von einem Pyramidenhelm bekrönt. | BDA-Hist.: Q38178829 Status: § 2a Stand der BDA-Liste: 2025-06-30 Name: Kath. Pfarrkirche hll. Peter und Paul GstNr.: 282 Pfarrkirche Stranzendorf |
| ja   | Datei hochladen | Pfarrhof HERIS-ID: 5104 Objekt-ID: 966                              | Kellergasse 7 Standort KG: Stranzendorf                 | Der am westlichen Abhang zum Ort gelegene Pfarrhof ist ein zweigeschoßiger Barockbau mit Schopfwalmdach. | BDA-Hist.: Q38179168 Status: § 2a Stand der BDA-Liste: 2025-06-30 Name: Pfarrhof GstNr.: 250 Pfarrhof Stranzendorf                                 |
| ja   | Datei hochladen | Bildstock HERIS-ID: 21522 Objekt-ID: 17842                          | Standort KG: Stranzendorf                               | An der Ortseinfahrt von Stranzendorf befindet sich ein Tabernakelpfeiler mit einer Darstellung der Heiligen Familie im Aufsatz. | BDA-Hist.: Q37863259 Status: § 2a Stand der BDA-Liste: 2025-06-30 Name: Bildstock GstNr.: 1451/1 Tabernakelpfeiler Stranzendorf                    |